# Canobus
Canop, Canobus o Canopus (Canobos o Canopos, Κάνωβος o Κάνωπος), va ser el timoner de Menelau, i l'heroi que donà nom a la ciutat de Canop (Canobus o Canopus) a Egipte i a un braç de la desembocadura del Nil, prop d'Alexandria. Era un espartà originari d'Amicles.
Quan Menelau, després de la caiguda de Troia, anà a Egipte amb Helena, Teònoe filla del rei d'Egipte s'enamorà de Canop, que era jove i d'una gran bellesa. Però el seu amor no va ser correspost. Un dia, Canop va desembarcar en ser picat per una serp va morir. Menelau i Helena el van enterrar i li van construir una tomba a l'illa de Canop. Helena va plorar la mort de Canop, i de les seves llàgrimes en va néixer una planta anomenada helenion.
Una altra tradició diu que Canop era el pilot d'Osiris, el déu egipci. Hauria pilotat la nau Argo i ell i la nau haurien estat transformats en constel·lacions